# Buzz Lightyear of Star Command
Buzz Lightyear of Star Command é uma série de desenho animado estadunidense da Disney, foi baseado nas longas metragens da franquia de animação Toy Story, da Pixar.
No Brasil, a série estreou em 2001 pelo Disney Channel, durante os primórdios do canal no país. No ano seguinte, em 2002, fez sua estreia na TV aberta pelo Disney CRUJ do SBT, sendo também exibido na emissora até 2004, nos programas Bom Dia & Cia e Festolândia (no especial Disney do programa, que era exibido aos sábados, logo após o Sábado Animado). Além disso, também já foi exibido na TV Globo, nos programas TV Xuxa e TV Globinho, e no extinto bloco Club Disney da Claro TV+ (antiga Via Embratel).
Em Portugal, foi exibido na SIC no programa Disney Kids, depois no Disney Channel, entre 2001 e 2004, e mais tarde no Disney Cinemagic.

## Origem
Na franquia Toy Story, quando os humanos não estão olhando, os bonecos e brinquedos ganham vida. O menino Andy tinha como brinquedo preferido um boneco cowboy chamado Woody, mas quando estreia um novo desenho animado que tem como protagonista um herói-astronauta chamado Buzz Lightyear, Andy ganha esse boneco como presente de aniversário. Desse desenho animado ficcional do universo dos filmes surgiu o existente Buzz Lightyear do Comando Estelar.

## Personagens

### Comando Estelar

#### Time Lightyear
- Buzz Lightyear (Patrick Warburton; BR: Guilherme Briggs): Buzz Lightyear é o maior herói da galáxia. Ele é o melhor patrulheiro do Comando Estelar, a sua missão como a de todos os patrulheiros do Comando Estelar é manter a galáxia livre do mal e ajudar todas as formas de vida da galáxia. Ele nasceu no Quadrante Gama, a vários anos-luz daqui. O seu famoso grito de guerra é: Ao infinito, e além.
- Mira Nova (Nicole Sullivan; BR: Fernanda Baronne): A princesa Mira Nova decidiu ser uma patrulheira espacial, e acabou virando a parceira do Buzz e a Co-pilota da nave 42. Ela é a princesa do planeta Tangea, sendo ela assim uma tangeana. Os tangeanos são uma brincadeira com a palavra inglesa intangible, que tem alguma coisa a ver com atravessar paredes ou ficar invisível, pois eles tem o poderes de intangibilidade e telepatia.
- Booster Sinclair Munchapper (Stephen Furst; BR: Christiano Torreão): Um alien original do planeta Jo-Ad, ele tem a forma de um dinossauro e é bem grande tanto nos gestos quanto no tamanho. Ele tem um grande apetite e é o ex-zelador do Comando Estelar.
- XR (Larry Miller; BR: Alexandre Moreno): XR é um robô criado pelos PHVs(Pequenos Homens Verdes), seu nome do inglês quer dizer eXperimental Ranger, que no português quer dizer patrulheiro experimental. Ele é um robô brincalhão equipado com várias armas e pode guardar objetos dentro de si.

#### Outros
- Comandante Nebula (Adam Carolla; BR: Orlando Drummond): O Comandante Nebula é o chefe do Comando Estelar, seu pé é uma espécie de canhão plasma. Ele é um pouco temperamental e estressado, e odeia trabalhar na sua mesa.Ele sem querer, autorizou a construção do XR, que por causa disso o chama de pai.
- Ty Parsec (Steve Hytner): Ty é o antigo conrado do Buzz, eles estudaram juntos em uma academia espacial. Ele pode parecer um simples patrulheiro em treinamento, mas ao ver a lua verde de Canis Lunis, ele se transforma no Lobisomem.
- Rocket Crocket (Phil LaMarr): Rocket Crocket é um dos numerosos membros do Comando Estelar. Ele é o líder do time Rocket. Ele foi o rival do Buzz nos dias de estudo na academia espacial.
- PHVs (Patrick Warburton): Os PHVs trabalham para manter o comando estelar funcionando, ou para ajudar o Papai Noel como se fossem duendes no planeta Norte Polares. Eles tem três olhos verdes e uma antena. Eles são os criadores do XR, e de seu protótipo do mal, XL. Eles são super dotados e adoram o Buzz.
- 42 (Joy Behar): A nave de Buzz Lightyear. A 42 é uma das muitas naves construídas pelos PHVs no Comando Estelar. Após um ataque a um cargueiro da aliança galáctica feito por Valkirians,o time Lightyear apareceu para ajudar,mas o time precisou botar um sensor de energia na nave para encontrar as piratas espaciais, pois a nave delas desaparecia com uma espécie de deformador dimensional. Esse sensor recebeu uma sobre-carga de energia que fez a 42 ganhar vida, e o XR se apaixonou por ela. Ela estava zangada com o Buzz,pois ele disse que tinha alguma coisa errada com ela.Então aconteceu que a nave foi capturada pelas Valkirians e o Buzz ela e o XR que estava dentro dela.Por isso ela não ficou mais zangada com o Buzz.Depois a tela onde ela aparecia foi transferida para um corpo de robô,e agora ela trabalha para o Comando Estelar projetando naves.
- Petra Martelo (Nikki Cok; BR: Gabriella Bicalho): Filha do Senador Martelo, ela foi obrigada por seu pai a se juntar ao Comando Estelar. Ela é a namorada do Garoto Plasma.
- Garoto Plasma (Michael Showalter): Ele é o namorado da Petra, filha de um dos senadores da Aliança Galáctica. Ele tem a forma de um monstro de plasma. Por causa dele ser namorado da Petra, Booster e ele brigaram. Quando a Mira e o XR atiraram na sua forma plasmatica, ele explodiu, mas Booster o salvou usando a sua roupa. Agora ele é um dos numerosos membros do Comando Estelar.

### Vilões
- O Imperador do mal Zurg (Wayne Knight; BR: Renato Rabello): O imperador Zurg é o principal vilão da trama. Ele apareceu no Toy Story fazendo uma paródia do Star Wars de George Lucas, dizendo para o Buzz: "Eu sou seu pai." Ele quer dominar a Aliança Galáctica, destruir o Comando Estelar e o Buzz. Ele mora no  Planeta Z, além de ser o rei de lá. Ele cria seus planos e armas contra o bem na Torre Z. A Torre Z é como se fosse um castelo para o Zurg, lá ele cria seus planos com a ajuda de Warp DarkMatter, antigo patrulheiro do Comando Estelar.
- Agente Z  (Diedrich Bader; BR: Francisco José): Ex parceiro do Buzz, chamado Warp Darkmatter, que virou um bandido com o pseudônimo de “Agente Z.” Perdeu seu braço direito após ser enterrado em um avalanche por Zurg em uma missão rotineira com Buzz e tem agora um braço robótico que pode se transformar em uma variedade das armas, o agente número um de Zurg por anos. Entretanto, Buzz acredita que alguma coisa boa ficou nele e espera que um dia volte ao lado do bom.
- Cerebrais (Várias vozes para cada um): Eles são robôs cibernéticos com cérebros que trabalham como cientistas para o imperador do mal Zurg. O desejo deles é fugir da Torre Z e sair do controle do imperador do mal Zurg (o que dois deles já conseguíram fazer).
- XL  (Bobcat Goldthwait; BR: Mauro Ramos): O predecessor de XR (considerado seu irmão mais velho e possuindo uma cabeça vermelha ao invés de amarela), desligado após demonstrar ser vilanesco. Zurg o reativou, e assim XL se reconstruiu com um corpo grande e mais poderoso de partes roubadas. Já infiltrou o Comando Estelar muitas vezes por ter os códigos em sua cabeça. Assim como XR, considera Comandante Nebula como seu pai, apesar de se ressentir com seu desligamento. Seu nome é um trocadilho com seu tamanho (extra largo).
- NOS-4-U2  (Craig Ferguson; BR: Pietro Mário): Um vampiro robótico criado por Zurg, capaz de sugar energia de máquinas e transformar pessoas mordidas em lobisomens cibernéticos. O nome é trocadilho com Nosferatu'.
- Gravitina (Kerry Kennev-Silver; BR: Sheila Dorfman): A Gravitina é a mestre das massas das massas e da gravidade, ela tem uma cabeça gigante e é uma das aliadas de Zurg. Ela ia ajudá-lo a destruir o Comando Estelar, mas ela acabou se apaixonando pelo Buzz. Ela mora no seu palácio no planeta quente de Sentilla 6.
- Crumford Lorak (Jon Favreau; BR: Márcio Simões): Ele é o residente do Planeta do Comércio, ele é um artista. Existe um fato de Lorak é o melhor patrulheiro espacial e que ele derrota os caras mais malvados. Ele impressionou o Senador Banda de Bathyos, o planeta água para dar informações ao líder dos Raenoks, o malvado Varg.
- Os Cientistas Chlorm: Era (Jonathan Harris), Eon (Bill Mumy) e Epoch (Frank Welker), três cientistas Chlorm que implantaram uns chips no Buzz e no Warp, pois eles queriam estudar o bem e o mal. Outra vez eles sequestraram os senadores da aliança galáctica para os seus zoológicos espaciais, mas o Buzz e seu time acabaram com os planos deles.
- Buzz Lightyear do Mal (Patrick Warburton; BR: Guilherme Briggs): Em uma realidade alternativa existe uma pura versão maldosa do Buzz, que é o imperador malvado do universo. Seu uniforme tem cores similiares a do Zurg e ele possui um cavanhaque (parodiando Star Trek, no qual o Spock maligno do Universo Espelho tem essa barba).
- Flint (Mark Hamill): Flint estava cansado por ser forçado a trabalhar, e planejou uma vingança. Ele criou um raio para atacar naves especiais. Ele virou líder da vila onde os náufragos das naves estavam, mas ele foi derrotado pelo Time Lightyear.
- Os Militantes Gargatianos : Eles são pequenos aliens que se infiltram dentro de robôs que parecem várias pessoas, como um que eles tem do Buzz. O seu chefe é o Tremendor (Kevin Michael Richardson), o vice é o Monumentos (Charles Fleischer), e tem o Immensitor e o Behemor,os dois são dublados pelo (Kevin Michael Richardson),eles são alguns dos membros dos militantes. O nome de alguns Gargatianos é uma brincadeira, relacionando que eles são tão pequenos que podem entrar em robôs.
- Lorde Angstrom (David Warner): Ele é o Lorde do planeta Tangea. Ele é o ex-chancellor real e é o conselheiro de roupas da princesa Mira Nova. Antes ele trabalhava para os tangeanos que vivem no solo do planeta Tangea, os Raenoks.